# Drinklied

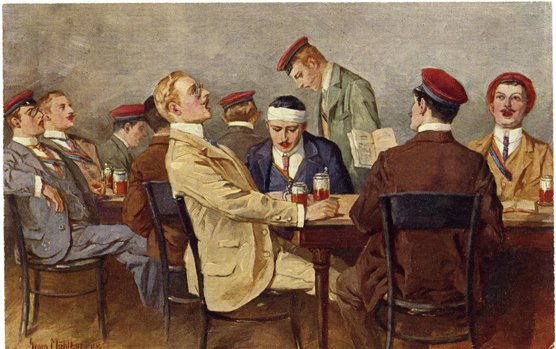
Het zingen van drinkliederen (Cantus van Georg Mühlberg, ca. 1900)

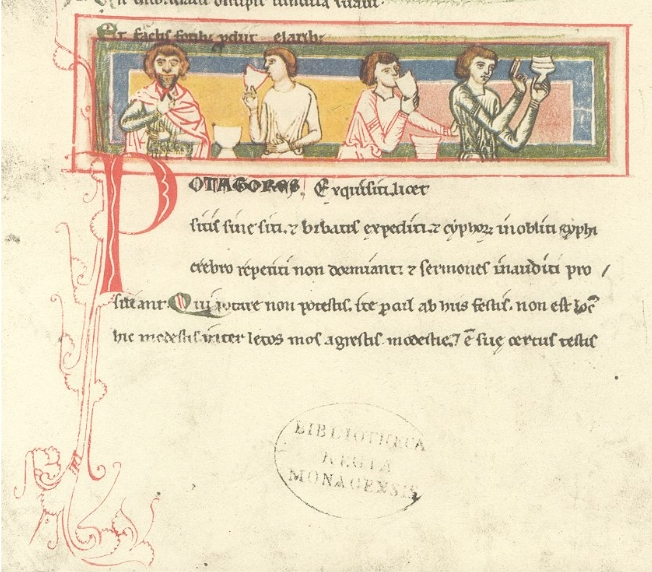
Codex Buranus-89v-drinkers

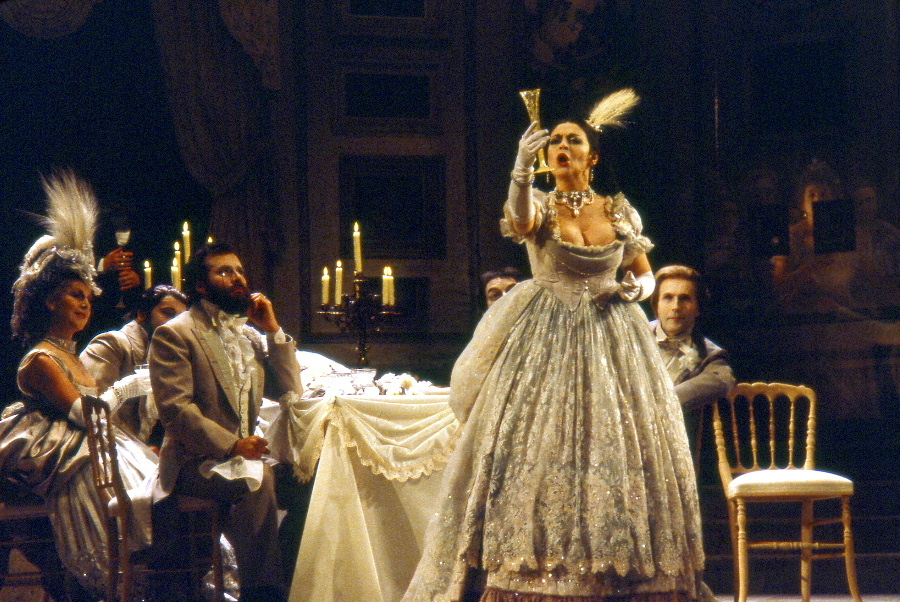
Drinklied scène uit Verdi's opera La Traviatra

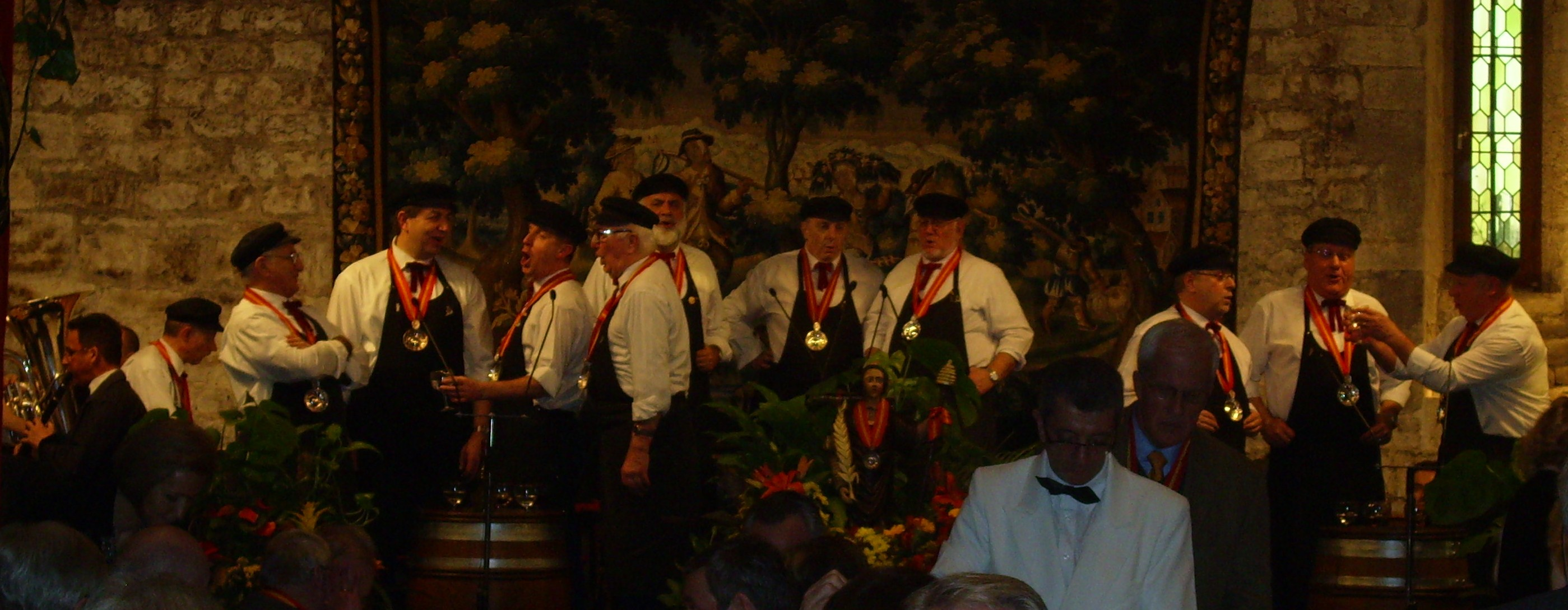
Chevaliers de Tastevin

Een drinklied is een lied dat wordt aangeheven bij het drinken (van alcoholische dranken), of dat gebruikt wordt ter uitnodiging van het drinken van (meestal) alcoholische dranken. Het zijn niet de liedjes over het verdriet, dat men in alcohol probeert te verdrinken.

## Oudheid
Al in de oudheid waren drinkliederen bekend.
Dionysos was in de Griekse mythologie, de god van de wijn, die vereerd werd tijdens oogstfeesten - vrolijke feesten vol zang en dans - waarbij liederen ter ere van Ikaros en zijn dochter Erigone werden aangeheven.
In de Romeinse godsdienst heet Dionysos Bacchus en was hij de god van de wijn, van de roes en de dronkenschap. De feesten ter ere van Bacchus ontspoorden in zedeloosheid en werden in 186 v. Chr. verboden. zie Senatusconsultum de Bacchanalibus.

## Middeleeuwen
In 1803 werd de Codex Buranus, beter bekend als de Carmina Burana ontdekt, een middeleeuws handschrift met meer dan 228 gedichten en liederen.
De liederen 187 tot 226 zijn drink- en speelliederen met een notenschrift.
Een op een 15-eeuwse Tourdion gebaseerd drinklied is "Quand je bois du vin clairet".
Die Streuner (De zwervers) is een Duits muziekensemble dat gespecialiseerd is in middeleeuwse taveernemuziek. Liedjes zijn onder anderen:
- "Sauf brüder sauf"
- "Trinke Wein"
- "Trink ich Bier oder Wein"

## Klassieke muziek

### Liederen
Franz Schubert heeft meerdere liederen geschreven als "Trinklied", de meeste in zijn jeugd. De werken van Schubert worden aangegeven met de letter D, gevolg door het catalogusnummer. Zo is D75 het Trinklied uit 1813 op tekst van Friedrich von Schiller, en is D888 Trinklied "Bacchus, feister Fürst des Weins" uit 1817.
Johann Sebastian Bach schreef "Schweigt stille, plaudert nicht" (BWV 211), beter bekend als de Koffiecantate, die weliswaar niet over alcohol gaat, maar in Bachs tijd vond men koffiedrinken even gevaarlijk.

### Opera
In het Italiaans heet een drinklied "brindisi", afgeleid van het Duitse "(ich) bringe dir's". 
Het bekendste drinklied uit een Opera is "Libiamo ne' lieti calici", de openingsscène uit La traviata van Giuseppe Verdi, misschien wel een van de meest bekende operafragmenten ter wereld.

## Populaire muziek
Een populair Franstalig drinklied uit de 18e eeuw is "Chevaliers de la table ronde", het heeft niet te maken met de ridders van King Arthur and His Knights of the Round Table, maar met de  broederschap van wijnproevers, die hun naam echter wel ontleenden aan die ridders. Van Bretonse oorsprong is het lied "son ar chistr", ofwel het "ciderlied", bekend in een Nederlandstalige versie als Zeven dagen lang van de Bots. 
Een bekend Duits drinklied is "In München steht ein Hofbräuhaus" uit 1935 met als refrein "oans, zwoa, g’suffa" ofwel "eins, zwei, suffa".
Engelstalige drinkliederen vinden we in de zeemansliederen als "99 Bottles of Beer", "Good Ship Venus" en "(What shall we do with the) Drunken Sailor?" en de "drinking songs" van Ierse origine "The Wild Rover" en "Whiskey in the Jar"

### Studentenliederen
De meeste drinkliederen zijn te vinden in de zogenaamde Studentencodex, die bestaat uit een clubcodex en een liederenboek. De liederen gaan over verschillende onderwerpen (van religieuze liederen tot traditionele en drinkliederen). De liederen worden gezongen op een traditionele cantus op universiteiten en hogescholen.
Op deze cantussen zal men echter niet enkel liederen horen die "grappig" zijn en bedoeld zijn om aan te zetten tot drinken (zoals het Franse "au trente-et-un du mois d'août" of het Nederlandse "De Liereman"); maar ook liedjes die serieuzer zijn en zelfs een zekere mate van plechtigheid kennen (zoals "Gaudeamus igitur", "Io Vivat" of "De Blauwvoet").

## Lijst met nederlandstalige drinkliederen
- Guus Meeuwis & Vagant - 't Dondert en 't bliksemt (Het dondert en het bliksemt en het regent meters bier)[5]
- De Havenzangers - "Ik zie 'n pils"
- Normaal - "Bier bier bier"
- Normaal - "Mamma woar is mien pils?" (zie ook carnavalslied)
- Pater Moeskroen - "Vannacht"
- Pater Moeskroen - "Hozanna" (hozanna in den hoge ik zit weer gebogen over m'n pint)[6]
- Dingetje & het Zandvoorts Mannenkoor - "Het Drinklied"
- Katastroof: "Zuipe"
- RK Veulpoepers BV, BZB: "Den Egelantier"[7]
- De Gantwerp Rappers: "Poopeloo"
- "Dat gaat naar Den Bosch toe"
- Johnny Jordaan, Pikketanussie
- Rowwen Hèze: "Van Drinken Krijg je Dorst", "Gebrouwe in Limburg"